# Kate and Julie
Dirty Pair (ダーティペア?, Dāti Pea) è una serie di light novel di Haruka Takachiho da cui sono stati tratti diversi anime di fantascienza. La serie TV anime venne realizzata dallo Studio Nue e prodotta dalla Sunrise nel 1985, e trasmessa in Italia da Odeon TV nell'agosto 1990 con il titolo di Kate and Julie.

## Trama
Nel 2111 viene completato il sistema di trasporto della materia a velocità super-luce, detto "Warp". Kate e Julie sono due "Trouble Consultant" (squadra 234, nome in codice "Lovely Angels") della WWWA, World Welfare Work Agency. Lo scopo della WWWA, fondata nel 2135, è quello di risolvere ogni tipo di problema che possa minacciare il benessere dell'umanità. Ben presto però le ragazze vengono soprannominate Dirty Pair (sporca coppia, un soprannome che odiano) a causa del fatto che ogni missione a loro affidata si conclude sì con il successo, ma con enormi danni collaterali (come la distruzione di città o pianeti interi). La serie TV è ambientata nel 2141.

## Personaggi
Kate (ケイ?, Key)
Nata il 1º gennaio 2231 sul pianeta Workoh (nell'anime TV è invece nata il 27 novembre 2121 su Nyogee, gruppo sanguigno A+, 171 cm, 58 kg, misure 91-55-91), è una ragazza muscolosa, forte e ipercinetica, dai capelli rossi e corti, che veste una divisa color argento. Amante delle armi potenti e fautrice della filosofia: "prima spara, poi fai domande". È la più aggressiva tra le due, è attratta dagli uomini muscolosi.
Julie (ユリ?, Yuri)
Nata il 3 marzo 2231 sul pianeta Shack-G (nell'anime TV è invece nata il 18 marzo 2122 su Coachar, gruppo sanguigno A+, 168 cm, 55 kg, misure 84-56-90), è una ragazza dal volto angelico e dolce, dai lunghi capelli scuri che tiene sciolti. La sua divisa è dorata. Anche se appare più femminile e raffinata, non lesina violenza se messa alle strette. Ha un'ottima mira, ed è in grado di affinare strategie tattiche originali.
Mughi (ムギ?, Mugi)
Grosso gatto che vive a bordo dell'astronave del duo (il Lovely Angel, 80 metri). Non è in grado di parlare, ma capisce il linguaggio umano ed è capace ad usare le apparecchiature più disparate.
Namo (ナンモ?, Nammo)
Piccolo automa è l'angelo custode delle due protagoniste nella serie TV.

## Origini dell'opera
Le Dirty Pair, Key e Yuri stanno cercando guai ed eccitamento da più di dieci anni in romanzi giapponesi, fumetti, TV e cinema. Anche se sono meglio conosciute, nel mondo, per la serie televisiva trasmessa in Giappone dal 1985 al 1986, i lungometraggi ed i vari Original Animated Video (OAV). La storia dei personaggi risale a molto tempo prima, ai giorni del college di Haruka Takachiho, e ad una squadra di lottatrici di wrestling femminile conosciuta come "the Beauty Pair".
Le Dirty Pair appaiono per la prima volta in una serie di storie pubblicate nello SF Magazine, in Giappone. Le storie, più tardi, diventano una serie di racconti diffusi da due differenti editori, a dimostrazione della popolarità dei personaggi. Nel 1984, la Sunrise decide di farne una serie televisiva da mandare in onda nel 1985. Le Dirty Pair furono il secondo progetto di Takachiho prodotto dalla Sunrise, il primo era stato Crusher Joe.
A Takachiho fu data la possibilità di scegliere i disegnatori di Crusher Joe, dato che lui deteneva i diritti ed il controllo del progetto. D'altra parte, egli scelse di non essere troppo accentratore. Viceversa, per le Dirty Pair, fu Sunrise ad assumere la responsabilità dell'idea, a causa del fatto che, essendo un programma televisivo, non c'era alcuna possibilità che una persona sola potesse prendere il controllo dell'intera organizzazione.
Anche per questo motivo vi furono dei cambiamenti all'interno della storia originale. Per esempio, nella storia di Takachiho, Mugi è l'ultimo sopravvissuto di una razza di gatti grossi come orsi, aggressivi e molto intelligenti, capaci di controllare le onde magnetiche con le loro antenne da insetto. Nella serie TV invece, Mugi (Military Utility Generic Higher Intelligence) diviene una creatura specificamente disegnata per il duo e d'altro canto non sembra essere riuscito come i suoi creatori intendevano. Mugi divenne perciò un personaggio comico, intelligente ma simpatico.
Un ancor più notevole cambiamento è l'attitudine della coppia alla distruzione, che sembra essere una loro dote imprescindibile.

## Light novel
Le light novel sono state scritte da Haruka Takachiho con le illustrazioni di Yoshikazu Yasuhiko. I primi quattro libri furono pubblicati come detto dallo SF Magazine giapponese.
- ダーティペアの大冒険 (Dirty pair no daibōken, The Dirty Pair's great adventures, 1979; libro: 1980)
- ダーティペアの大逆転 (Dirty pair no daigyakuten, The Dirty Pair strike again, 1985; libro: 1985)
- ダーティペアの大乱戦 (Dirty pair no dairansen, The Dirty Pair's rough and tumble, 1985-87; libro: 1987)
- ダーティペアの大脱走 (Dirty pair no daidassō, The Dirty Pair's great escape, 1991-92; libro: 1993)
- ダーティペア外伝 独裁者の遺産 (Dokusaisha no Isan, Legacy of the dictator, 1997; libro: 1998)
- ダーティペアの大復活 (Dirty pair no daifukkatsu, The Dirty Pair's great resurrection, 2004)
- ダーティペアの大征服 (Dirty pair no daiseifuku, The Dirty Pair's great conquest, 2006)

## Fumetti
Negli Stati Uniti la coppia è tanto famosa da aver spinto alla creazione di un fumetto locale, disegnato da Adam Warren e pubblicato dalla Dark Horse Comics, con uno stile innovativo, più simile a quello giapponese che a quello americano.
- Dirty Pair: biohazards (4 albi), dicembre 1988 - aprile 1989
- Dirty Pair: dangerous acquaintances (5 albi), giugno 1989 - marzo 1990
- Dirty Pair: a plague of angels (5 albi), agosto 1990 - novembre 1991
- Dirty Pair: sim hell (4 albi), maggio - agosto 1993
- Dirty Pair: fatal but not serious (5 albi), luglio - novembre 1995
- Dirty Pair: start the violence! (1 albo), maggio - luglio 1998
- Dirty Pair: run from the future (4 albi), gennaio - aprile 2000
- Dirty Pair: sim hell remastered (4 albi), maggio - agosto 2001

In Italia, Sprea Comics pubblica nell'autunno 2024 il volume one-.shot Il mistero di Nolandia, anime comics ricavato dal Primo Lungometraggio, nella collana Manga One Shot

## Anime

### Sigla
Sigla iniziale e finale italiana
- "Kate & Julie" di Massimo Dorati è cantata dagli Odeon Boys[1].

### Doppiaggio
| Personaggio     | Doppiatore originale | Doppiatore italiano                                              |
| --------------- | -------------------- | ---------------------------------------------------------------- |
| Kate            | Kyōko Tongū          | Sonia Mazza                                                      |
| Julie           | Saeko Shimazu        | Claudia Penoni                                                   |
| Mughi           | Naoki Makishima      |                                                                  |
| Namo            | Naoki Makishima      |                                                                  |
| Direttore       | Ikuya Sawaki         | Mario Zucca                                                      |
| Personaggi vari |                      | Davide Garbolino Mario Zucca Eligio Irato Mario Brusa Luigi Rosa |

### Episodi

#### Serie televisiva
| Nº | Titolo italiano Giapponese 「Kanji」 - Rōmaji                                                                             | In onda           | In onda |
| Nº | Titolo italiano Giapponese 「Kanji」 - Rōmaji                                                                             | Giapponese        |         |
| 1  | Il computer impazzito 「コンピューターの殺し方教えます」 - Konpyuuta no koroshi kata oshiemasu                            | 15 luglio 1985    |         |
| 2  | Sabotaggio 「可愛い天使は胸毛がお好き？」 - Kawaii tenshi wa munage ga osuki?                                             | 22 luglio 1985    |         |
| 3  | Il furto della moneta 「勝手に惚れな！恋はロシアンルーレット」 - Katte ni horena! Koi wa roshian ruuretto                 | 29 luglio 1985    |         |
| 4  | Un gatto prezioso 「追跡はチーズケーキと死のにおい」 - Tsuiseki wa chiizukeeki to shi no nioi                             | 5 agosto 1985     |         |
| 5  | Ordine di esecuzione 「クリアドスのどっくんどっくん！」 - Kuriadosu no dokkun dokkun!                                     | 12 agosto 1985    |         |
| 6  | Un carico pericoloso 「危険がいっぱいダミーがいっぱい」 - Kiken ga ippai, damii ga ippai                                  | 19 agosto 1985    |         |
| 7  | Il rapimento 「愛こそすべて命賭けます逃避行!!」 - Ai kososubete inochi kake masu tōhikō!!                                 | 26 agosto 1985    |         |
| 8  | Una vecchia promessa 「やるっきゃあない！恋は女の起爆剤」 - Yarukkyaanai! Koha onna no kibakuzai                          | 2 settembre 1985  |         |
| 9  | Due bande rivali 「うちらを買って！用心棒には美人がお得」 - Uchirawo katte! Yōjinbō niha bijin gao e                      | 16 settembre 1985 |         |
| 10 | Proteggete il principe! 「えーっっっ？うちらが凶悪誘拐犯!」 - E tsutsutsu? Uchiraga kyōaku yūkaihan!                      | 23 settembre 1985 |         |
| 11 | Un appuntamento a sorpresa 「ホホホ、ドレスと男はオニューに限る」 - Hohoho, doresu to otoko ha onyu ni kagiru             | 30 settembre 1985 |         |
| 12 | La rivolta dei topi 「小さな独裁者！触らぬ機密にたたりなし」 - Chiisa na dokusaisha! fura nu kimitsu nitatarinashi        | 7 ottobre 1985    |         |
| 13 | Il mostro del sottosuolo 「何よこれ！玉のお肌がドロンドロン」 - Nani yokore! Tama noo hada ga dorondoron                  | 14 ottobre 1985   |         |
| 14 | Pandora 「金庫か選挙か？演説会は殺人びより」 - Kinko ka senkyo ka? Enzetsu aha satsujin biyori                            | 21 ottobre 1985   |         |
| 15 | Un antico tesoro 「ここ掘れニャンニャン果報は最後にやってくる」 - Koko hore nyannyan kahō ha saigo niyattekuru            | 28 ottobre 1985   |         |
| 16 | Giochi politici 「まかせなさい！WWWAは素敵なお仕事」 - Makasenasai! WWWA ha suteki nao shigoto                            | 4 novembre 1985   |         |
| 17 | Il buco nero 「出てこい出てこい暗殺者」 - Dete koi dete koi ansatsu mono                                                  | 11 novembre 1985  |         |
| 18 | Servizio di scorta 「ごめんあそばせ走る迷惑強行突破!」 - Gomen'asobase hashiru meiwaku kyōkō toppa!                       | 18 novembre 1985  |         |
| 19 | Uno strano incarico 「恋の恨みと逆恨み恨みはらさず愛させて」 - Koi no urami to sakaurami urami harasazu aisa sete         | 25 novembre 1985  |         |
| 20 | Vendetta! 「追憶のブルースは殺しのＢＧＭ」 - Tsuioku no burusu ha koroshi no BGM                                          | 2 dicembre 1985   |         |
| 21 | Il mistero dei passeggeri scomparsi 「うっそー！消えた463人？」 - Usso! Kie ta 463 nin?                                   | 9 dicembre 1985   |         |
| 22 | Il ricatto 「やったね！出てきた463人」 - Yattane! Dete kita 463 nin                                                       | 16 dicembre 1985  |         |
| 23 | La truffa 「不安だわ…!?うちらの華麗なる報復」 - Fuan dawa...!? Uchirano karei naru hōfuku                                 | 23 dicembre 1985  |         |
| 24 | Il maniaco omicida 「かなりマジ？マンションは危険なアドレス」 - Kanari maji? manshon ha kiken na adoresu                  | 26 dicembre 1985  |         |
| 25 | Denaro falso 「ひええっ！洋館の坊やはターミネーター」 - Hieetsu! Yōkan no bōya ha tamineta                                | 1º gennaio 1987   |         |
| 26 | Il grande cannone 「ホ、本気!?美女にキャノン砲は脱出のキーワード」 - Ho, honki!? Bijo ni kyanon hō ha dasshutsu no kiwado | 1º gennaio 1987   |         |

A causa dei bassi indici di ascolto, la messa in onda in Giappone fu interrotta all'episodio 24. I rimanenti due furono successivamente rilasciati come OVA sotto il titolo Dirty Pair: From Lovely Angels with Love (ダーティペア ラブリーエンジェルより愛をこめて?, Dirty Pair: Lovely Angels yori Ai o Komete), in concomitanza con la diffusione della serie di OVA. 
Il doppiaggio italiano subì alcune censure. Per esempio, nel settimo episodio la trama nell'edizione originale trattava di una relazione tra un ragazzo e una donna trans, la quale non fu approvata dal padre del ragazzo. Nel doppiaggio italiana questa parte fu modificata nel modo che la donna aveva un passato criminale dove fu condannata per spionaggio intergalattico (Episodio 7 14:43). Il linguaggio stesso fu lievemente aleggerito. 

### OAV

#### Dirty Pair
10 episodi da 25 minuti.
| Nº | Titolo italiano (traduzione letterale) Giapponese 「Kanji」 - Rōmaji | Prima edizione   | Prima edizione |
| Nº | Titolo italiano (traduzione letterale) Giapponese 「Kanji」 - Rōmaji | Giapponese       |                |
| 1  | Noi odiamo la gente insistente! - La rivolta molesta dei prigionieri 「囚人達の困った反乱 根に持つ人って大嫌い!」 - Shūjin tachi no komat ta hanran ne ni motsu hito tte daikirai!                                | 21 dicembre 1987 |                |
| 2  | Non coinvolgeteci... - La festa di Halloween definitiva 「まきぞえごめん！ 天地無用のハロウィンパーティ」 - Maki zo e gomen! Tenchimuyoo no harowin paati                                                         | 21 dicembre 1987 |                |
| 3  | Non siamo spaventate dall'ira divina! - La sfida di Dio 「天罰なんかこわくない てきめん？！ 神の挑戦状」 - Tenbatsu nanka kowaku nai tekimen?! Shin no choosen joo                                                | 21 gennaio 1988  |                |
| 4  | Sono ragazzini e allora? - giochi di guerra uguale ad una squadra che spara? 「ガキだからってなによ！戦争ごっこは銃殺刑？！」 - Gaki da kara tte nani yo! Sensoo gokko wa jūsatsu kei?!                           | 21 gennaio 1988  |                |
| 5  | E poi nessuno ha scherzato 「そして誰もしなくなった」 - Soshite dare mo shi naku nat ta | 21 febbraio 1988 |                |
| 6  | Sei serio? - Il panico da matrimonio a sorpresa sulla spiaggia 「本気なの？！ 海辺でどっきりウェディングパニック！」 - Honki na no?! Umibe de do kkiri wedingu panikku!                                           | 21 febbraio 1988 |                |
| 7  | La rivincita della signora muscolosa - È un'ostinazione femminile il fiore del ring? 「リベンジ・オブ・ザ・筋肉レディ 女の意地ってリングの華？！」 - Ribenji.obu.za. kinniku redi onna no iji tte ringu no hana?! | 21 marzo 1988    |                |
| 8  | La ragazza è una vecchia! Perfettamente conservata! - La bella addormentata 「あの娘は年上 保存は良好？！ スリーピングビューティ」 - Ano musume wa toshiue hozon wa ryookoo?! Suriipingubyūti                     | 21 marzo 1988    |                |
| 9  | Gli occhi rossi sono il segno dell'Inferno - Fermate la squadra dei macellai 「赤い目玉は地獄のシグナル 殺戮小隊を追え！」 - Akai medama wa jigoku no shigunaru satsuriku shootai o oe!                           | 21 aprile 1988   |                |
| 10 | I ragazzi cattivi è meglio che non dicano nulla - Noi siamo camioniste spaziali! 「悪い奴らにゃ御意見無用 うちら宇宙のトラック野郎！」 - Warui yatsura nya go iken muyoo u chira uchū no torakku yaroo!           | 21 aprile 1988   |                |

#### Dirty Pair Flash
Nuovo OAV e nuova veste grafica per le ragazze terribili. Questa volta ambientato negli anni 2248-49.
Da segnalare le colonne sonore, diverse a seconda della stagione (mission in inglese) cantate dalle doppiatrici della coppia, Rica Matsumoto (Kate) e Mariko Kouda (Julie).
| Nº                                                               | Titolo italiano (traduzione letterale) Giapponese 「Kanji」 - Rōmaji                                                     | Prima edizione    | Prima edizione |
| Nº                                                               | Titolo italiano (traduzione letterale) Giapponese 「Kanji」 - Rōmaji                                                     | Giapponese        |                |
| Dirty Pair Flash - Mission 1 - Angels in trouble (6 episodi)     | |                   |                |
| 1                                                                | Angelo in fuga 「ランナウェイ・エンゼル」 - Rannawei enzeru                                                              | 21 gennaio 1994   |                |
| 2                                                                | Angelo oscuro 「ダークサイド・エンゼル」 - Daaku saido enzeru                                                            | 21 febbraio 1994  |                |
| 3                                                                | Angelo congelato 「フローズン・エンゼル」 - Furoozun enzeru                                                              | 22 marzo 1994     |                |
| 4                                                                | Angelo addormentato 「スリーピング・エンゼル」 - Suriipingu enzeru                                                       | 21 aprile 1994    |                |
| 5                                                                | Angelo randagio 「ストレイ・エンゼル」 - Sutorei enzeru                                                                  | 24 maggio 1994    |                |
| 6                                                                | Adorabili angeli 「ラブリー・エンゼルズ」 - Raburii enzeruzu                                                             | 23 giugno 1994    |                |
| Dirty Pair Flash - Mission 2 - Angels at World's end (5 episodi) | |                   |                |
| 1                                                                | Tokyo holiday network 「東京ホリデーＮｅｔ Ｗｏｒｋ」 - Tookyoo horidee Net Work                                         | 1º giugno 1995    |                |
| 2                                                                | Misterioso liceo Seventeen 「Ｓｅｖｅｎ ｔｅｅｎ ミステリー学園」 - Seven teen misuterii gakuen                          | 1º luglio 1995    |                |
| 3                                                                | Tour romantico alle fumanti sorgenti termali 「湯煙Ｒｏｍａｎｔｉｃツアー」 - Yukemuri Romantic tsuaa                    | 2 agosto 1995     |                |
| 4                                                                | Scintillante luminoso amore puro al negozio di fiori 「キラキラ純愛 Ｆｌｏｗｅｒ Ｓｈｏｐ」 - Kirakira junai Flower Shop | 1º settembre 1995 |                |
| 5                                                                | Inseguimento all'aeroporto di Tokyo 「ＴＯＫＹＯ追撃エアポート」 - TOKYO tsuigeki eapooto                                | 1º ottobre 1995   |                |
| Dirty Pair Flash - Mission 3 - Random angels (5 episodi)         | |                   |                |
| 1                                                                | Cacciatore bianco come la neve 「白銀の追撃者」 - Hakugin no tsuigeki sha                                                | 21 dicembre 1995  |                |
| 2                                                                | Cecchino rosa 「ピンクの狙撃手」 - Pinku no sogeki shu                                                                   | 1º febbraio 1996  |                |
| 3                                                                | I vincitori nei colori dell'estate 「真夏の勝利者（ウィナー）」 - Manatsu no shoori sha (winaa)                          | 1º marzo 1996     |                |
| 4                                                                | Il mio ragazzo in rosa 「薔薇色の美少年（マイボーイ）」 - Barairo no bishoonen (maibooi)                                 | 1º aprile 1996    |                |
| 5                                                                | Vendicatore di colore grigio 「灰色の復讐者（リベンジャー）」 - Haiiro no fukushū sha (ribenjaa)                         | 25 aprile 1996    |                |

### Lungometraggi
Al momento né tradotti né doppiati in italiano. Dal primo lungometraggio Sprea Comics realizza un Anime Comics pubblicato nel 2024 col titolo Dirty Pair - Il mistero di Nolandia nella collana Manga One Shot
| Nº | Titolo italiano (traduzione letterale) Giapponese 「Kanji」 - Rōmaji                                      | Prima edizione   | Prima edizione |
| Nº | Titolo italiano (traduzione letterale) Giapponese 「Kanji」 - Rōmaji                                      | Giapponese       |                |
| 1  | Il mistero di Nolandia 「ダーティペアの大勝負 ノーランディアの謎」 - Dāti Pea no ōshōbu: Norandia no nazo | 20 dicembre 1985 |                |
| 2  | Progetto EDEN 「ダーティペア 劇場版」 - Dāti Pea gekijou-ban                                              | 28 novembre 1986 |                |
| 3  | Cospirazione del volo 005 「ダーティペア・謀略の005便」 - Dāti Pea: Bōryaku no 005-bin                    | 25 gennaio 1990  |                |

### Camei
I personaggi di Key e Yuri appaiono anche in altre serie televisive:
1. Cara dolce Kyoko (Maison Ikkoku) episodio 12: Key appare sullo sfondo seduta ad un tavolo di un locale.
2. City Hunter prima serie, episodio 39: Key e Juri sedute ad un tavolo in un bar alle spalle di Ryo.
3. Crusher Joe.
4. Patlabor, episodio 10: Key e Yuri appaiono in mezzo ad una folla dove Kanuka prima, e Kurosaki poi passeggiano per strada, ed episodio 44: sulla prima pagina di un fumetto che legge Shige, in viaggio in aereo verso l'America.
5. Patlabor New OAV, episodio 1: Compaiono all'inizio dell'episodio tra la folla di spalle ad Utsumi e Kurosaki.
6. Star Trek: The Next Generation (Contagion): un artefatto con varie scritte quali "Kei and Yuri", "Dirty Pair", "Gundam" e "Totoro".
7. Star Trek: The Next Generation, episodio 38: alla base di due pupazzi sono scritti i nomi di Key e Juri, in giapponese.